# اره ۳
اره ۳ (به انگلیسی: Saw III) سومین قسمت از مجموعه فیلم‌های ترسناک اره است که به کارگردانی دارن لین بوسمن در سال ۲۰۰۶ ساخته و اکران شد. داستان این فیلم از جیمز ون و لی ونل است و فیلم‌نامهٔ آن را لی ونل نوشته‌است. تولید این فیلم بلافاصله بعد از فروش خوبِ اره ۲ در هفتهٔ اولِ اکران، آغاز شد. این فیلم به گرگ هافمن که در سال ۲۰۰۵ درگذشت و از تهیه‌کنندگان اره بود، تقدیم شد.

## داستان
جف که به تازگی پسر خود را بر اثر تصادف از دست داده، در عین ناباوری حکم دادگاه راننده که مست بوده را تبرئه می‌کند؛ حالا جیگساو بازی‌هایی برای جف تدارک دیده که می‌خواهد بخشش جف را امتحان کند و چند قربانی میاورد و آنها کسی نیستند جز قاضی و یه شاهد و قاتل و جان کریمر برای مداوا خود یک دکتر را دزدیده و به آماندا میگوی: دستگاهی به او وصل کند و به او می‌گوید اگر من را در مان کنی می‌گذارم بروی و اگر نوار قلب من کم شد دستگاه منفجر می‌شود حتی اگر فرار کنی باز هم منفجر می‌شود جف وقتی در یک جعبه بیرون می‌آید یک نوار ضبط پیدا می‌کند و به او می‌گوید اگر از اتاق بیرون نروی اتاق منفجر می‌شود و جف از اتاق خارج می‌شود جف وارد یک سرد خونه می‌شود یک زن بسته به دست و آویزان به سقف می‌بیند و نوار ضبط به او می‌گوید او کلیدش در انتهای موتورخونه سرد خونه است اما جف او را نمی‌تواند ببخشد و زن منجمددمی شود و می‌میرد مرحله بعدی وارد یک کارخانه ای می‌شود که خوک را به مایع تبدیل می‌کند در آنجا یک نوار ضبط دیگر پیدا می‌کند و به او می‌گوید این همان قاضی است که قاتل را تبرئه کرد و نگذاشت به زندان برود و می‌گوید تنها راه نجات او این هست که عروسک‌ها را بسوزاند و کلید را بگیرد و قلضی را آزاد کند و بالاخره قاضی را نجات می‌دهد و به همراه قاضی سراغ قاتل می‌رود نوار ضبط می‌گوید اگر او را نجات ندهد قاتل توسط یک دستگاه بدنش می‌چرخد اما جف وقتی کلید را می‌گیرد گلوله‌های شات گان به قاضی می‌خورد و قاضی می‌میرد و قاتل نیز می‌میرد وقتی لین جان کریمر را درمان می‌کند و آماندا یانگ به او حسادت می‌کند و به او با تفنگ شلیک می‌کند جف عصبانی شده و آماندا یانگ را می‌کشد. و جان کریمر را با یک اره گلویش را می‌برد و می‌میرد با اینکار لین نیز می‌میرد و نوار ضبط شده به او می‌گوید که بازی تمام نشده و بازی ادامه دارد.